# Orestes Hütte
L'Orestes Hütte (pron. all. API : [oʁɛsˈtɛs ˈhʏtə] - la « hutte d'Oreste » ou le « refuge d'Oreste » en allemand) est un refuge de montagne situé au pied du mont Rose, dans la haute vallée du Lys, en Vallée d'Aoste, au lieu-dit Z'Indra, sur la commune de Gressoney-La-Trinité, dans les Alpes pennines italiennes.

## Histoire
L'Orestes Hütte a été dédiée au guide gressonard Oreste Squinobal dans le respect de l'architecture et des traditions walser locales.

## Caractéristiques et informations
Il se trouve au pied des majeurs sommets de la haute vallée du Lys : le mont Rose, la Pyramide Vincent et le Lyskamm.

## Accès
On accède à ce refuge à partir :
- du hameau Stafal, de Gressoney-La-Trinité, empruntant le sentier 7b vers l'Alpe Lavetz, le 7c vers l'Alpe Salza, ou 7a vers le vallon de Moos jusqu'au lac du Gabiet ;
- du Gabiet, qui peut être rejoint en télécabine depuis Stafal, par le sentier 6a-6b.